# Sultan Said Khan
Sultan Said Khan (født 1487, død 9. juli 1533) var en sultan, der herskede over Soche (mamlakati Yarkand) fra september 1514 til juli 1533. Han blev født i 1487 i Moghulistan og var en direkte efterkommer efter den første Moghul Khan, Tughlugh Timur, der havde grundlagt staten Moghulistan i 1348 (og regerede den frem til 1363). Moghulerne var mongoler, der havde konverteret til Islam.
Nogle engelske kilder refererer til ham som Abusaid.